# F.M.F
주식회사F.M.F는 일본의 음악 매니지먼트 기업이다.
밴드 활동을 하고 있던 경위를 가지고 기타를 전문으로 하는 작가를 많이 볼 수 있는 것이 특징 중 하나라고 할 수 있다. 또한 현역으로 음악 유닛을 짜고 활동하는 작가도 볼 수 있다. 애니메이션 주제가 및 캐릭터송 제공도 하고 있다. 특히 《케이온!》 시리즈 같은 작품으로 유명하다. 또, 솔로로 활동하는 성우에 대해서도 음악 제공이나 프로듀스를 자주 맡는다.